# Breitenbach (Zwitserland)
Breitenbach is een gemeente en plaats in het Zwitserse kanton Solothurn en maakt deel uit van het district Thierstein.

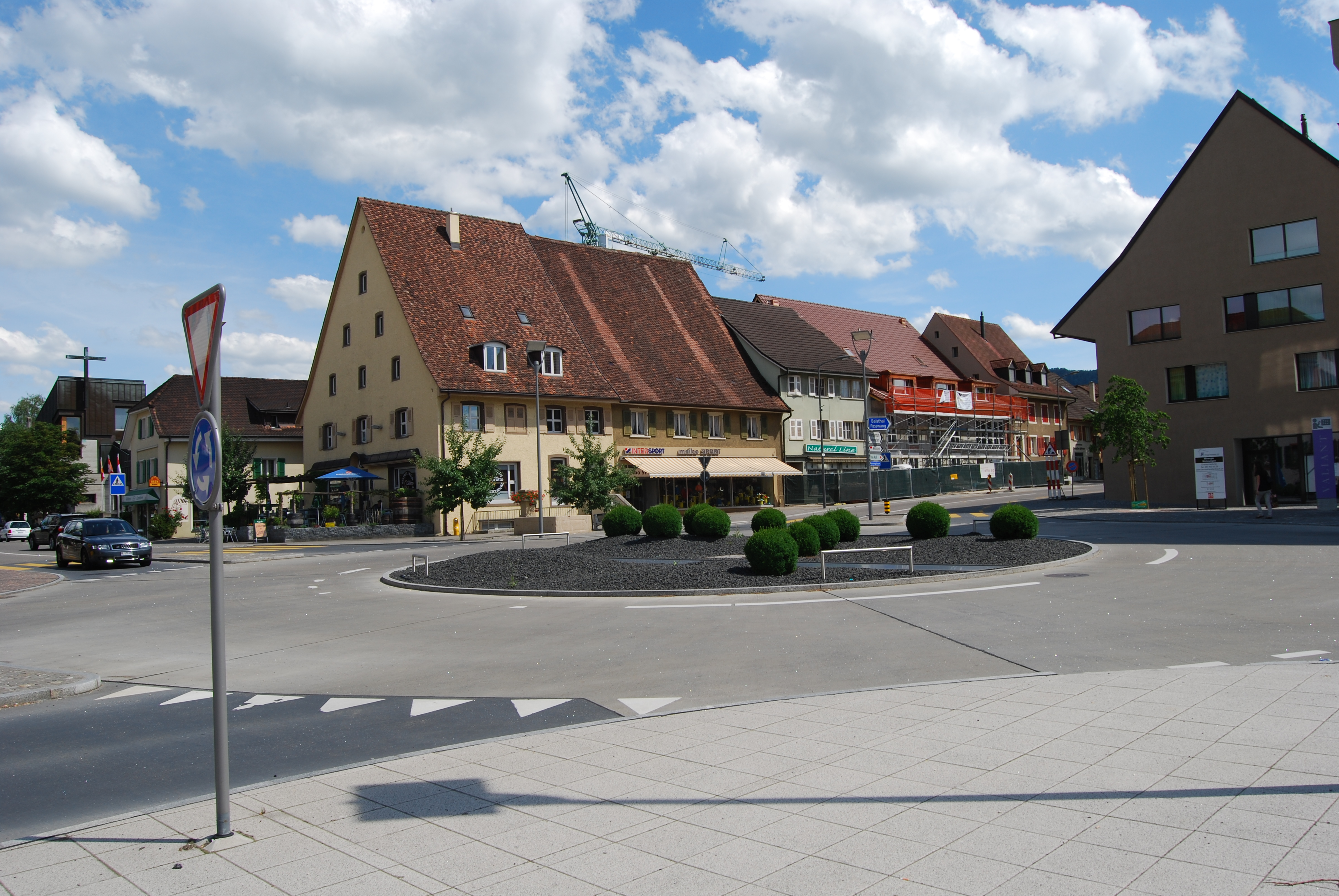
Breitenbach